# Chorizococcus lachenaliae
Chorizococcus lachenaliae är en insektsart som beskrevs av Williams 1989. Chorizococcus lachenaliae ingår i släktet Chorizococcus och familjen ullsköldlöss. Inga underarter finns listade i Catalogue of Life.